# Pristimantis zeuctotylus
Espèce
Synonymes
- Eleutherodactylus zeuctotylus Lynch & Hoogmoed, 1977

Statut de conservation UICN

 LC  : Préoccupation mineure
Pristimantis zeuctotylus est une espèce d'amphibiens de la famille des Craugastoridae.

## Répartition
Cette espèce se rencontre entre 10 et 300 m d'altitude, :
- dans le sud-est de la Colombie ;
- au Venezuela dans l'État d'Amazonas ;
- au Guyana ;
- au Suriname ;
- en Guyane ;
- dans le nord du Brésil.

## Description
Les mâles mesurent de 20,4 à 29,6 mm et les femelles de 30,5 à 43,3 mm.

## Publication originale
- Lynch & Hoogmoed, 1977 : Two new species of Eleutherodactylus (Amphibia : Leptodactylidae) from northeastern South America. Proceedings of the Biological Society of Washington, vol. 90, no 2, p. 424-439 (texte intégral).